# Nemacladus pinnatifidus
Nemacladus pinnatifidus är en klockväxtart som beskrevs av Edward Lee Greene. Nemacladus pinnatifidus ingår i släktet Nemacladus och familjen klockväxter. Inga underarter finns listade i Catalogue of Life.